# Leutenberg
Leutenberg è una città di 2 030 abitanti della Turingia, in Germania.
Appartiene al circondario (Landkreis) di Saalfeld-Rudolstadt (targa SLF) ed è indipendente delle comunità amministrative (Verwaltungsgemeinschaft).

## Geografia antropica

### Frazioni
Il comune comprende le seguenti località:
- Dorfilm
- Herschdorf
- Hirzbach
- Kleingeschwenda
- Landsendorf
- Löhma
- Munschwitz
- Schweinbach
- Steinsdorf